# Cumberland (Maryland)
 For alternative betydninger, se Cumberland (flertydig). (Se også artikler, som begynder med Cumberland)
Cumberland er en amerikansk by og administrativt centrum i det amerikanske county Allegany County, i staten Maryland. Byen har 19.076(2020) indbyggere.

## Ekstern henvisning
- Wikimedia Commons har flere filer relateret til Cumberland (Maryland)
- Cumberlands hjemmeside (engelsk)